# Јунион Хил-Новелти Хил (Вашингтон)
Јунион Хил-Новелти Хил (енгл. Union Hill-Novelty Hill) насељено је место без административног статуса у америчкој савезној држави Вашингтон.

## Демографија
По попису из 2010. године број становника је 18.805, што је 7.54 (66,9%) становника више него 2000. године.
| Група             | 2000.         | 2010.          |
| Белци             | 9.979 (88,6%) | 14.460 (76,9%) |
| Афроамериканци    | 88 (0,8%)     | 143 (0,8%)     |
| Азијати           | 479 (4,3%)    | 2.801 (14,9%)  |
| Хиспаноамериканци | 389 (3,5%)    | 718 (3,8%)     |
| Укупно            | 11.265        | 18.805         |